# そんぽ24損害保険
そんぽ24損害保険株式会社（そんぽにじゅうよんそんがいほけん、Sonpo 24 Insurance Company Limited）は、かつて存在した損害保険会社。東京都豊島区東池袋サンシャイン60の44階に本社をおいていた。損害保険ジャパン日本興亜の完全子会社であった（元々は日本興亜損害保険の傘下だったが、2014年9月1日に損害保険ジャパンとの合併により商号変更）。2019年7月1日付で、セゾン自動車火災保険と合併し消滅した。

## 沿革
1999年12月6日、イギリスのダイレクトライン社（RBSグループ）と旧安田生命保険（現・明治安田生命保険）の共同出資で、安田ライフダイレクトリサーチ株式会社として設立。2001年2月、安田ライフダイレクト損害保険株式会社に社名変更して営業開始した。2004年、ダイレクトライン社による合弁解消の申し入れを機に、明治安田生命保険、安田ライフ損害保険（現・明治安田損害保険）から日本興亜損害保険へ株式を譲渡。社名を安田ライフダイレクト損害保険から、そんぽ24損害保険に変更。「そんぽ」と「損害保険」が商号中で重なっているのは、保険業法第7条の規定により損害保険会社は商号中に「損害保険」など内閣府令で定められた文字を入れなければならないためである。
2005年に明らかになった損保27社による保険金不払い事件のうちの1社であり、同年11月25日、金融庁は業務改善命令を行う。不当不払い合計は521件、2671万6000円である。
2014年9月1日に親会社の合併に伴って損害保険ジャパン日本興亜の傘下となった。
2019年7月1日、同じSOMPOホールディングスグループで通販型保険を扱うセゾン自動車火災保険と合併・解散となった（商号変更はない）。当社で契約の自動車保険は合併と同時に同社へ継承され、契約時の内容や事故対応の体制等の変更はないものの、満期のタイミングで同社が扱う「おとなの自動車保険」へ契約変更された。2020年6月30日をもって「そんぽ24自動車保険」での契約がすべて満期を迎えたため、「ご契約者専用サイト」は同年12月15日をもって運用を終了した。

## コマーシャル
- テレビコマーシャル（以下、CM）には、タレントの別府あゆみと、コアラの鼻の部分が携帯電話やパソコンのマウスになっているオリジナルキャラクター「ハナコアラ」（アニメキャラクター、同社の登録商標（日本第4865960号・日本第4981647号））を使っている。
- コマーシャルソング『ハナコアラの見直しマンボ』（作詞：山田哲也 / 作曲：福井洋介）はCD発売され、6715枚（ハピネス調べ）を売り上げた[4]ほか、着信メロディでも人気が出ている（歌手の名義は「ハナコアラ」となっているが、実際に歌っているのは数多くのコマーシャルソングを歌っているスタジオ・ミュージシャンの「Singman」[5]）。
- アニメーションによるテレビCMで、ショピングセンター駐車場で自動車保険契約について会話する夫婦（今までの契約を継続するか乗り換えるかと聞く妻に対し面倒がって今までの契約の更新で済ませようとする夫）の会話に続けてハナコアラが登場するバージョンがあった。ここで使われた『見直しマンボ』は「見直そう♪見直そう♪…旦那任せじゃいられない」という歌詞だったが、その後同様のシチュエーションで作られたラジオCMには「旦那任せじゃ…」の歌詞は使用されていない。
- また、当初「ハナコアラの鼻がもげる現象」（実際は、前述のように鼻の部分が携帯電話やパソコンのマウスになっているが、これとは別に鼻自体はあり、口も覆われている）については動物愛護団体から抗議の電話が寄せられたが、社の広報部は「ハナコアラは架空のキャラクターであって、動物ではない」との回答を出した。
- テレビCMは、主に主婦層がテレビをつけている昼間に放送された（昼間の放送枠にCMを流したため、上記の「旦那任せじゃ…」の歌詞が生まれた可能性が高い）。
  - 関東地方では、フジテレビ「チャンネルα」枠で1日数回流れている。またTOKYO MXやtvkなど独立UHF局でも頻繁に流れていた。
  - 近畿地方では、毎日放送「ちちんぷいぷい」で、こちらも1日に数回このCMが集中的に放送されていた。また、過去には独立UHF局をはじめ近畿圏各局で日中を中心に多く放送されていたが、最終的に毎日放送のみとなった。
  - 九州地方では、福岡放送の「韓流アワー」（10:30～11:25、JST）で、頻繁にこのCMが放送されていた。
  - BSデジタル放送では、BSジャパン（当時）やBS日テレで放送されていた（特に後者はヒッチハイクで頻繁に放送）。
- ラジオCMでは「そんぽ24は、日本興亜損保のグループ企業です。」というコメントが付けられている。音声のみで表現できないためハナコアラは登場せず（BGMとして「見直しマンボ」が流れるのみ）、全編が自動車保険を見直す2人の人物の会話によるドラマ仕立てとなっている。
  - JFN加盟各局ではこのラジオCMが旧安田ライフダイレクトの「ダイレクトライン自動車保険」時代から繰り返し放送されている（他の話題から脈絡なく「おまかせ」をキーワードとして自動車保険の話に持ち込む内容の理容店編・寿司店編、やはり「変え時」をキーワードにして持ち込むプロ野球リリーフ編がある）。